# Rawa (Irak)
Rawa (arabisch راوة, DMG Rāwa) ist eine irakische Stadt in der Provinz al-Anbar.
Sie liegt am größten Strom Vorderasiens, dem Euphrat. 20 Kilometer von Rawa entfernt liegt die Stadt Ana.
Nach Angaben der irakischen Regierung befreiten die Irakischen Streitkräfte Rawa im November 2017 als letzte verbliebene Stadt innerhalb Iraks von der Besetzung durch die Terrorormiliz IS.